# Luca Van Assche
Luca Van Assche (* 11. května 2004 Woluwe-Saint-Lambert, Bruselský region) je francouzský profesionální tenista. Ve své dosavadní kariéře na okruhu ATP Tour nevyhrál žádný turnaj. Na challengerech ATP a okruhu ITF získal čtyři tituly ve dvouhře a jeden ve čtyřhře.
Na žebříčku ATP byl ve dvouhře nejvýše klasifikován v říjnu 2023 na 63. místě a ve čtyřhře v lednu téhož roku na 335. místě. Trénuje ho Yannick Quere.
V juniorském tenise vyhrál French Open 2021 po finálovém vítězství nad krajanem Arthurem Filsem. Po skončení dosáhl kariérního maxima na juniorském kombinovaném žebříčku ITF, když se v červenci 2021 stal světovou jedničkou.

## Soukromý život
Narodil se roku 2004 v belgickém městě Woluwe-Saint-Lambert, ležícím v Bruselském regionu, do rodiny belgického provozního ředitele lodního dopravce a italské učitelky. Má dvě sestry a bratra. Ve třech letech se s rodinou přestěhoval do francouzského Aix-en-Provence, kde o rok později začal hrát tenis. Od dvanácti letech strávil rok života v Poitiers jako člen francouzského tenisového programu pro mladé talenty. Po střední škole se stal posluchačem matematiky na Univerzitě Paříž IX. Hovoří francouzsky, italsky a anglicky.

## Tenisová kariéra
Na okruhu ATP Tour debutoval únorovou čtyřhrou Open Sud de France 2022 v Montpellier, do níž obdržel s krajanem Saschou Gueymardem Wayenburgem divokou kartu. Po výhře nad ukrajinsko-španělským párem  Molčanov a Vega Hernández skončili na raketách nejvýše nasazených pozdějších vítězů Herberta s Mahutem. Do grandslamu poprvé zasáhl se stejným spohráčem v deblu French Open 2022. Časnou porážku jim přivodili pozdější semifinalisté, Ind Rohan Bopanna s Nizozemcem Matwém Middelkoopem.

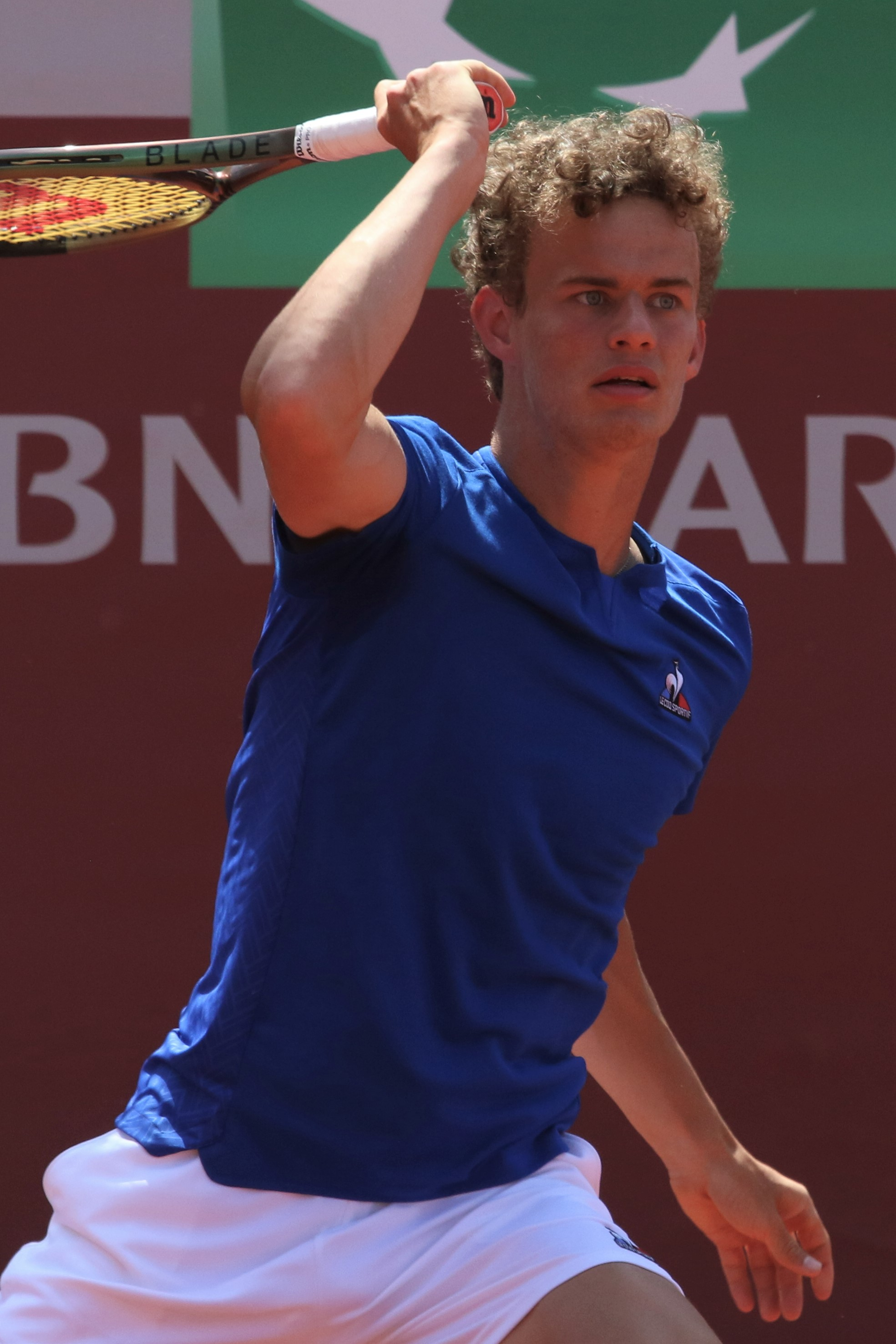
Van Assche na challengeru v Bordeaux

První finále challenegeru si zahrál na říjnovém Lisboa Belém Open 2022 v Lisabonu. Do souboje o titul prošel z kvalifikace a podlehl v něm Italovi Marcovi Cecchinatemu. Bodový zisk jej posunul do světové dvousetpadesátky. O tři týdny později prožil premiéru ve dvouhře túry ATP poté, co zvládl kvalifikaci na antverpském European Open 2022. V úvodním kole však nestačil na Japonce Jošihita Nišioku ze čtvrté desítky, když duel ztratil až v tiebreaku závěrečné sady. Po prohraném finále brestského challengeru s krajanem Gregoirem Barrerem, vstoupil v listopadu 2022 do Top 200. Na přelomu listopadu a prosince získal první challengerovou trofej v portugalské Maie po závěrečné výhře nad rakouským kvalifikantem Maximilianrm Neuchristem. Po skončení figuroval na 138. příčce žebříčku jako nejmladší člen Top 150. 
Do grandslamové dvouhry poprvé zasáhl na Australian Open 2023, do níž mu francouzský tenisový svaz udělil reciproční divokou kartu. V třísetovém průběhu nenašel recept na dvanáctého muže světa Camerona Norrieho. Na přelomu února a března vybojoval druhý challengerový vavřín z Teréga Open Pau–Pyrénées 2023 hraného ve francouzském Pau. V semifinále zdolal sedmdesátého druhého muže pořadí Arthura Rinderkneche, nejvýše postaveného soupeře, jakého do té doby porazil. V závěrečném duelu pak odvrátil dva mečboly Ugu Humbertovi a po 3:56 hodinách ovládl nejdelší finále v historii challengerového okruhu. Skok o čtyřicet míst výše jej 6. března 2023 katapultoval na 110. pozici žebříčku. I třetí triumf na challengerech dosáhl před dovršením věku 19 let, když v závěrečných kolech sanremského turnaje přehrál Víta Kopřivu a Peruánce Juana Pabla Varillase. V následném vydání žebříčku z 3. dubna 2023 debutoval mezi sto nejlepšími hráči, posunem ze 108. na 91. příčku jako nejmladší člen Top 100.

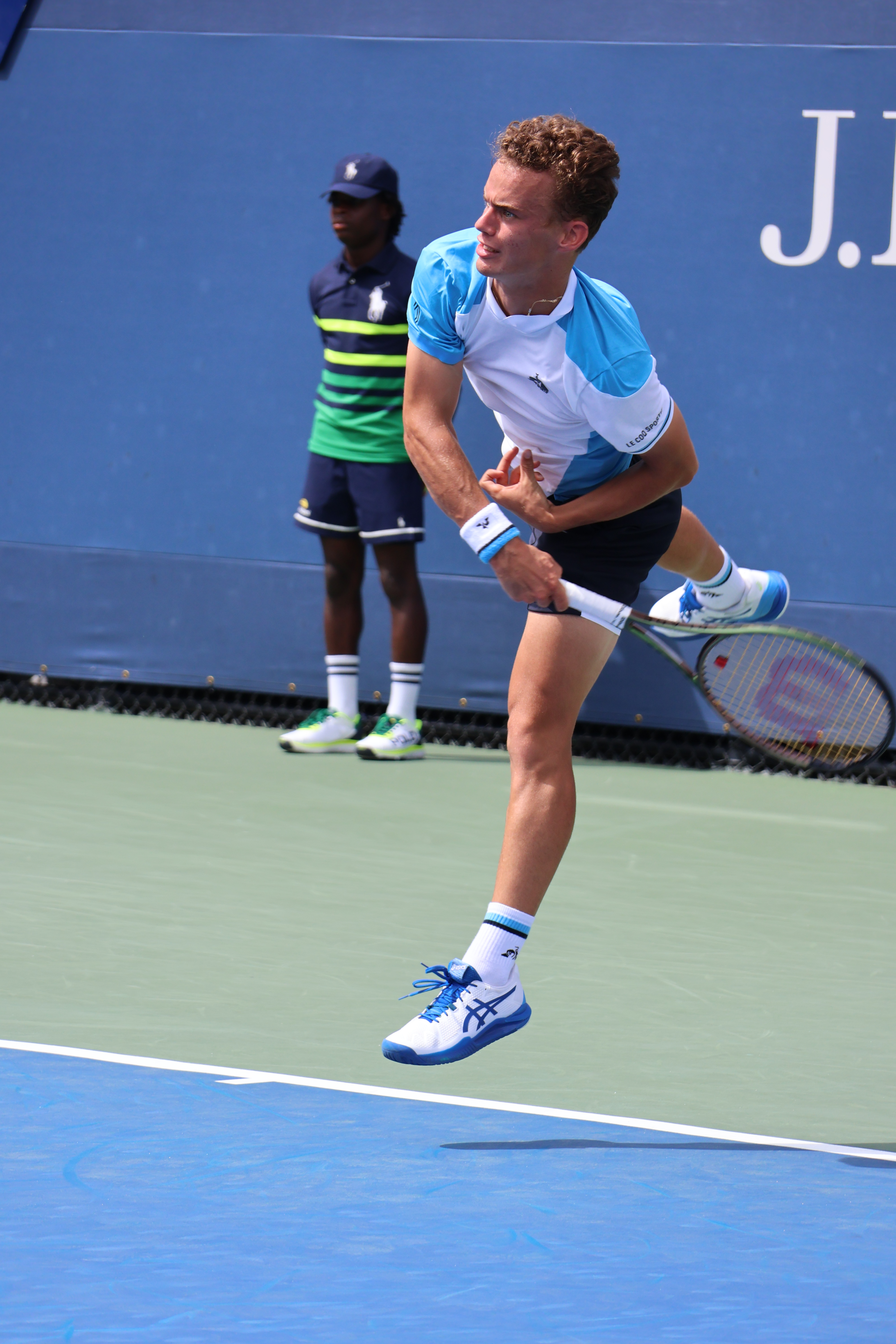
Podání na US Open 2023

Následující dubnový týden dosáhl premiérové výhry ve dvouhře okruhu ATP, když v úvodu Estoril Open 2023 vyřadil portugalského kvalifikanta Pedra Sousu. Poté podlehl Davidovichi Fokinovi. Během téhož měsíce, na Srpska Open 2023 v Banja Luce, zdolal Stana Wawrinku, než jej zastavila světová jednička Novak Djoković, přestože vyhrál úvodní sadu. Do série Masters premiérově zasáhl na římském Internazionali BNL d'Italia 2023, kde nestačil na Argentince Tomáse Martína Etcheverryho. První grandslamovou dvouhru vyhrál na French Open 2023 s Marcem Cecchinatem. Do třetího kola „turnajů velké čtyřky“ premiérově postoupil na Australian Open 2024 po otočení průběhu dvou pětisetových bitev ze stavu 1–2 na sety. V Melbourne jej nezastavil Australan James Duckworth ani dvacátý osmý muž klasifikace Lorenzo Musetti. Ve třetím utkání podlehl světové sedmičce a obhájci finálové účasti Stefanosi Tsitsipasovi.

## Tituly na challengerech ATP a okruhu ITF
| Legenda                  |
| ------------------------ |
| D – dvouhra; Č – čtyřhra |
| Challengery (3 D; 0 Č)   |
| ITF (1 D; 1 Č)           |

### Dvouhra (4 tituly)
| Č. | datum         | turnaj                      | povrch     | poražený finalista   | výsledek                |
| -- | ------------- | --------------------------- | ---------- | -------------------- | ----------------------- |
| 1. | leden 2022    | Bagnoles de l'Orne, Francie | antuka (h) | Corentin Denolly     | 7–5, 6–3                |
| 1. | prosinec 2022 | Maia, Portugalsko           | antuka (h) | Maximilian Neuchrist | 3–6, 6–4, 6–0           |
| 2. | únor 2023     | Pau, Francie                | tvrdý (h)  | Ugo Humbert          | 7–6(7–5), 4–6, 7–6(8–6) |
| 3. | duben 2023    | Sanremo, Itálie             | antuka     | Juan Pablo Varillas  | 6–1, 6–3                |

### Čtyřhra (1 titul)
| Č. | datum      | turnaj                      | povrch     | spoluhráč        | poražení finalisté                  | výsledek |
| -- | ---------- | --------------------------- | ---------- | ---------------- | ----------------------------------- | -------- |
| 1. | leden 2022 | Bagnoles de l'Orne, Francie | antuka (h) | Corentin Denolly | Ronan Joncour Mandresy Rakotomalala | 6–3, 6–4 |

## Finále na juniorském Grand Slamu

### Dvouhra juniorů: 1 (1–0)
| Stav  | rok  | turnaj      | povrch | soupeř ve finále | výsledek |
| ----- | ---- | ----------- | ------ | ---------------- | -------- |
| Vítěz | 2021 | French Open | antuka | Arthur Fils      | 6–4, 6–2 |